# Onobrychis galegifolia
Onobrychis galegifolia är en ärtväxtart som beskrevs av Pierre Edmond Boissier. Onobrychis galegifolia ingår i släktet esparsetter, och familjen ärtväxter. Inga underarter finns listade i Catalogue of Life.